# オワハラ
オワハラとは、就職活動において起きているハラスメント。就活終われハラスメントとも呼ばれる。

## 概要
企業が学生に対して就職活動を終わらせることを強要するということである。企業側が採用したいと思った学生に対して、「現時点で就職活動を終わらせるならば内定を出す」、「他社を辞退して当社に決めろ」、「就職活動を終了しろ」などと発言し圧力をかけるなどが行なわれている。文部科学省の調査によれば、約7割の大学・短期大学が学生からのオワハラに関する相談を受けていたとのこと。オワハラを受けたという学生の人数も増えており、2015年7月に行った調査の人数は5月に行われた調査での人数の3倍に増加していた。

## 対応
塩崎恭久厚生労働大臣は2015年7月31日に行われた記者会見で、企業に対してオワハラを行わないように呼びかけ、学生が納得しないまま就職しても学生と企業にとってよい結果につながらない可能性があると指摘した。そして今後は企業向けにリーフレットを作成し、都道府県の労働局を通じて徹底周知をはかるもよう。
2025年3月21日、政府は2027年3月卒業予定の学生を対象に防止策を徹底するよう、経済団体に要請を発し、会社説明会や面接などの日程ルール遵守も同時に求めた。

## 関連する研究
オワハラに関する研究としては以下のようなものがある。
- 南谷健太「時事解説 オワハラ(就職活動終われハラスメント)の法的問題点」『会社法務A2Z』第118号、第一法規、2017年、26-31頁、ISSN 1882-059X、NAID 40021116827、全国書誌番号:01016321。
- 水野幸輝『オワハラと日本的雇用慣行』 京都大学 学士（文学）〈卒業論文〉、2020年。